# Opel 20/22 PS
Der Opel 20/22 PS war ein PKW der Oberklasse, den die Adam Opel KG von 1903 bis 1906 baute.

## Geschichte und Technik
Der 20/22 PS war Opels erstes Oberklassefahrzeug.
Der Motor war ein aus zwei Blöcken zusammengesetzter Vierzylinder-Blockmotor mit 3770 cm³ Hubraum (Bohrung × Hub = 100 mm × 120 mm), der 22 PS (16,2 kW) bei 1600/min. leistete. Der seitengesteuerte Motor mit T-Kopf war wassergekühlt. Die Motorleistung wurde über eine Lederkonuskupplung, ein manuelles Dreiganggetriebe mit sequentieller Lenkradschaltung und eine Kardanwelle an die Hinterachse weitergeleitet. Die Höchstgeschwindigkeit des Wagens wird mit 70 km/h angegeben.
Der Rahmen war aus Stahlblechprofilen zusammengesetzt und mit Holz armiert. Die beiden Starrachsen waren an halbelliptischen Längsblattfedern aufgehängt. Die Betriebsbremse war als Innenbackenbremse ausgeführt, die auf die Getriebeausgangswelle wirkte. Die Handbremse wirkte auf die Bandbremsen an den Hinterrädern.
Verfügbar war der 20/22 PS zunächst nur als Tonneau, ab 1905 auch als zweisitziger Phaeton, viersitziger Doppelphaeton und viertürige Limousine. Mit dem billigsten Aufbau (Phaeton) kostete er 12.000 RM.
Der 20/22 PS wurde bis Ende 1906 gebaut. Erst 1909 kam der größere Nachfolger 15/24 PS.